# The Game (spel)
The Game is een gedachtespel waarbij het de bedoeling is niet aan The Game te denken. Wanneer een speler toch aan The Game denkt, betekent dat een verlies. Elk verlies moet volgens de spelregels van The Game bekend worden gemaakt. The Game kan niet gewonnen worden, hoewel er variaties zijn die stellen dat het spel afgelopen is als de koning van Engeland, de paus of de president van Verenigde Staten van Amerika op televisie zegt: "The Game is over". The Game wordt soms beschreven als doelloos en belachelijk, maar ook als een uitdagend spel dat leuk is om te spelen. Vanaf 2008 was The Game bij miljoenen mensen over de hele wereld bekend.

## Het spel

### Regels
The Game kent vier regels:
1. Iedereen op aarde speelt The Game (dit wordt soms vernauwd tot: "Iedereen op aarde die The Game kent, speelt The Game" of "Je speelt The Game constant.")
2. Telkens wanneer iemand aan The Game wordt herinnerd, verliest hij.
3. Verliezen moeten aan minstens één persoon bekendgemaakt worden.[2]
4. Je kan het bestaan van het spel niet ontkennen en speelt dus sowieso mee.

Sommige spelers staan een zogenaamde gunstperiode van een halfuur toe, waarin een speler The Game niet meer kan verliezen, of waarin het niet verplicht is een verlies mede te delen.
Volgens de gebruikelijke regels eindigt The Game nooit.

### Strategieën
Sommige spelers hebben strategieën ontwikkeld om andere mensen te laten verliezen, zoals schrijven over The Game in graffiti en op bankbiljetten.
Een andere manier is om op websites te plaatsen dat men The Game verloren heeft.

### Situaties die niet tellen als het verliezen van "The Game"
Het begrip "The Game" wordt voor meer dingen gebruikt, bijvoorbeeld de film The Game met Michael Douglas en Sean Penn, of de rapper The Game. Als je aan een van deze dingen denkt zónder de link te leggen naar het spel The Game, dan verlies je niet. Uiteraard telt het wél als verlies, wanneer je door andere gebruiken van het begrip "The Game" alsnog denkt aan het spel zelf.

## Oorsprong
De oorsprong van The Game is onzeker. Er bestaat een theorie over twee mannen die hun laatste trein gemist hadden en de hele nacht op het perron moesten doorbrengen. Ze probeerden niet aan de situatie te denken en degene die er het eerst aan dacht, verloor. Een andere theorie stelt dat het spel werd uitgevonden in Londen in 1996 om "andere mensen te irriteren". De eerste referentie die terug te vinden is op het internet dateert van 2002. The Game is een voorbeeld van de ironic process theory van Daniel Wegner, ook wel bekend als het white bear phenomenon (ijsbeerfenomeen), waarbij gedachten die de speler probeert te vermijden, juist meer terugkomen. Een klassiek voorbeeld van dit verschijnsel is Dostojevsky's citaat: "Probeer zo lang mogelijk het volgende te doen: probeer niet aan een ijsbeer te denken en men zal zien dat men elke minuut aan het vervloekte beest denkt."